# Nekrolog 1723
Nekrolog
◄◄
| ◄
| 1719
| 1720
| 1721
| 1722
| 1723 | 1724 | 1725 | 1726 | 1727 | ► | ►►
Weitere Ereignisse | Allgemeiner Nekrolog 1723
Die Beschreibung der verstorbenen Person sollte so kurz wie möglich gehalten sein und nur deren signifikante Tätigkeit(en) enthalten.
Neue Namen ggf. auch unter dem Geburts- und Sterbedatum, also etwa unter 1. Januar und im Geburts- und Sterbejahr (2024) eintragen (nur bei entsprechender großer Wichtigkeit). Für Beispiele siehe die schon vorhandenen Artikel.
Außerdem über die fünf zuletzt Verstorbenen, zu denen es einen ausreichend guten Artikel für eine Präsentation auf der Hauptseite gibt, nach der todesbedingten Überarbeitung der Artikel ggf. auch unter Wikipedia Diskussion:Hauptseite informieren und sie am besten auch in den anderen Wikipedia-Sprachversionen eintragen. Tipp: Regelmäßig bei news.google.de nach „ist tot“, „gestorben“ oder „verstorben“ suchen.
Wenn eine Person gestorben ist, gibt es viele Seiten zu dieser Person in der Wikipedia, die davon auch betroffen sind und entsprechend aktualisiert werden müssen. Beispiele: Namenübersichtsseite, Geburtsjahr, Geburtsort-Seiten und viele mehr.
Wie finde ich die betroffenen Seiten?
Im Suchfeld auf der linken Seite gibt man den Suchbegriff so ein: „Vorname Nachname“. Dann klickt man auf Volltext und alle Seiten mit entsprechendem Suchtext werden aufgerufen. Hier sieht man dann schnell, wo auch das Todesjahr Sinn macht oder sogar ein Teil des Artikels angepasst werden muss. Auch hilft das „Werkzeug“ auf der linken Seite sehr gut, um solche Seiten aufzufinden: „Links auf diese Seite“. Somit ist die Wikipedia wieder aktuell in allen Bereichen! Hinweis: bei Eintragung der Kategorie „Gestorben JAHR“ wird der Missbrauchsfilter 49 ausgelöst, was jedoch nicht schlimm ist. Siehe: Spezial:Missbrauchsfilter/49
Dies ist eine Liste von im Jahr 1723 verstorbenen bekannten Persönlichkeiten. Die Einträge erfolgen innerhalb der einzelnen Daten alphabetisch sortiert. Tiere sind im Nekrolog für Tiere zu finden.

## Januar
| Tag        | Name                                      | Beruf, bekannt als                                                                 | Alter | Beleg |
| ---------- | ----------------------------------------- | ---------------------------------------------------------------------------------- | ----- | ----- |
| 4. Januar  | Louis de Courcillon de Dangeau            | französischer Romanist, Grammatiker und Phonetiker                                 |       |       |
| 7. Januar  | Wilhelm Friedrich                         | Markgraf von Brandenburg-Ansbach                                                   | 36    |       |
| 8. Januar  | Mauritz Dietrich Anton Droste zu Senden   | Domherr in Münster und Paderborn                                                   | 40    |       |
| 9. Januar  | Karl Friedrich von Schlippenbach          | General der Kavallerie und Diplomat in brandenburgischen und schwedischen Diensten | 64    |       |
| 11. Januar | Campegius Vitringa der Jüngere            | niederländischer reformierter Theologe                                             | 29    |       |
| 14. Januar | Charles Henri de Lorraine-Vaudémont       | französischer Adeliger und Heerführer                                              | 73    |       |
| 20. Januar | Elisabeth Charlotte von Anhalt-Harzgerode | Fürstin von Anhalt-Harzgerode, durch Heirat Fürstin von Anhalt-Köthen              | 75    |       |
| 22. Januar | Christian Siegfried von Plessen           | dänischer Hofmarschall, Geheimer Rat und Präsident der Rentenkammer                |       |       |
| 25. Januar | Johann Lothar von der Hauben              | deutscher Freiherr, sowie Dom- und Stiftsherr in Worms                             |       |       |
| 28. Januar | Gerhard Schröder                          | deutscher Jurist und Bürgermeister der Hansestadt Hamburg                          | 63    |       |
| 28. Januar | James Stuart, 2. Earl of Bute             | britischer Peer und Politiker                                                      |       |       |

## Februar
| Tag         | Name                                     | Beruf, bekannt als                                      | Alter | Beleg |
| ----------- | ---------------------------------------- | ------------------------------------------------------- | ----- | ----- |
| 2. Februar  | Antonio Maria Valsalva                   | italienischer Anatom und Chirurg                        | 56    |       |
| 5. Februar  | Johann Daniel Herrnschmidt               | deutscher evangelischer Theologe und Kirchenlieddichter | 47    |       |
| 7. Februar  | Carlo Francesco Pollarolo                | italienischer Opernkomponist                            |       |       |
| 8. Februar  | Eleonore Barbara von Thun und Hohenstein | Fürstin von Liechtenstein                               | 61    |       |
| 23. Februar | Anna Henriette von Pfalz-Simmern         | Princesse de Condé                                      | 74    |       |
| 25. Februar | Leopold Eberhard                         | Herzog von Württemberg-Mömpelgard                       | 52    |       |
| 25. Februar | Gerhard Meier                            | deutscher Pädagoge, Kirchenrat und Superintendent       | 58    |       |

## März
| Tag      | Name                                    | Beruf, bekannt als                                         | Alter | Beleg |
| -------- | --------------------------------------- | ---------------------------------------------------------- | ----- | ----- |
| 2. März  | Johann Christoph Wentzel                | deutscher Gymnasiallehrer und Schriftsteller               | 64    |       |
| 8. März  | Christopher Wren                        | britischer Astronom und Architekt                          | 90    |       |
| 12. März | Anna Christine Luise von Pfalz-Sulzbach | Herzogin von Savoyen, Kronprinzessin von Sardinien-Piemont | 19    |       |
| 12. März | Johannes Cyprian                        | polnischer Physiker und lutherischer Theologe              | 80    |       |
| 15. März | Johann Christian Günther                | deutscher Lyriker                                          | 27    |       |
| 23. März | Heidenreich Ludwig Droste zu Vischering | Domherr und Domscholaster in Münster                       |       |       |
| 23. März | Johann Heinrich Schmidt                 | deutscher Mediziner und Arzt in Schweinfurt                | 62    |       |
| 29. März | Heinrich Hulsius                        | deutscher reformierter Theologe und Hochschullehrer        | 68    |       |
| 31. März | Andreas Gillardon der Ältere            | Schweizer reformierter Pfarrer                             | 61    |       |

## April
| Tag       | Name                                      | Beruf, bekannt als | Alter | Beleg |
| --------- | ----------------------------------------- | --- | ----- | ----- |
| 4. April  | Friederike Henriette von Anhalt-Bernburg  | Fürstin von Anhalt-Köthen | 21    |       |
| 5. April  | Johann Bernhard Fischer von Erlach        | österreichischer Architekt des Barock | 66    |       |
| 6. April  | Louis d’Aumont                            | französischer Adliger, Militär, Hofbeamter und Diplomat                                                                                          | 55    |       |
| 9. April  | Paul Georg Krüsike                        | deutscher Dichter | 81    |       |
| 10. April | Leopold Schlik zu Bassano und Weißkirchen | österreichischer Diplomat | 59    |       |
| 17. April | Hermann von Vultejus                      | deutscher Adliger, hessischer Vizekanzler | 89    |       |
| 24. April | Jean Daniel Abraham Davel                 | Schweizer Rebell | 52    |       |
| 24. April | Stephan von Dewitz                        | königlich preußischer Generalleutnant und Chef des Kürassier-Regiments Nr. 8, Erbherr von Kölpin in Mecklenburg, von Daber und Wussow in Pommern | 64    |       |
| 29. April | Robert Mansel                             | britischer Politiker | 27    |       |

## Mai
| Tag     | Name                                | Beruf, bekannt als                                                        | Alter | Beleg |
| ------- | ----------------------------------- | ------------------------------------------------------------------------- | ----- | ----- |
| 2. Mai  | Christoph von Baden-Durlach         | Prinz von Baden-Durlach                                                   | 38    |       |
| 3. Mai  | Karl Kaspar von Kesselstatt         | Statthalter, Rektor der Universität sowie Präsident des Hofrates in Trier |       |       |
| 3. Mai  | Rogerius Röls                       | Abt des Klosters Kaisheim                                                 | 64    |       |
| 9. Mai  | Thomas Bouchier                     | englischer Jurist und Hochschullehrer                                     |       |       |
| 10. Mai | Meinrad Guggenbichler               | österreichischer Barock-Bildhauer                                         | 74    |       |
| 11. Mai | Jean-Galbert de Campistron          | französischer Dramatiker                                                  |       |       |
| 14. Mai | Henning Christoph Gerdes            | deutscher Jurist                                                          | 57    |       |
| 17. Mai | Christopher Layer                   | Jakobiter                                                                 | 39    |       |
| 27. Mai | Charles Lennox, 1. Duke of Richmond | außerehelicher Sohn von König Karl II., Lord High Admiral von Schottland  | 50    |       |
| 31. Mai | Edward Hyde, 3. Earl of Clarendon   | Gouverneur von New York und New Jersey                                    | 61    |       |

## Juni
| Tag      | Name                                | Beruf, bekannt als                                            | Alter | Beleg |
| -------- | ----------------------------------- | ------------------------------------------------------------- | ----- | ----- |
| 4. Juni  | Angelo Maria Fiorè                  | italienischer Cellist und Komponist des Barock                |       |       |
| 4. Juni  | Leopold Clemens Karl von Lothringen | Erbprinz des Hauses Lothringen                                | 16    |       |
| 7. Juni  | Miguel López                        | spanischer Barockkomponist, Organist und Musikwissenschaftler | 54    |       |
| 24. Juni | Johann Andreas Kraut                | deutscher Unternehmer                                         | 61    |       |

## Juli
| Tag      | Name                          | Beruf, bekannt als                                                       | Alter | Beleg |
| -------- | ----------------------------- | ------------------------------------------------------------------------ | ----- | ----- |
| 4. Juli  | Johann Christoph Männling     | deutscher Dichter und Schriftsteller                                     | 64    |       |
| 4. Juli  | Gregor Schwenzengast          | Tiroler Bildhauer und Bildschnitzer                                      | 77    |       |
| 5. Juli  | Henrich Ernst Kestner         | deutscher Jurist und Hochschullehrer                                     | 52    |       |
| 9. Juli  | Hinrich Ludolf Benthem        | deutscher lutherischer Theologe und Generalsuperintendent                | 61    |       |
| 14. Juli | Claude Fleury                 | französischer Pädagoge und Kirchenhistoriker                             | 82    |       |
| 15. Juli | Jakob Wolf                    | deutscher Pädagoge                                                       | 69    |       |
| 16. Juli | Johann Christoph Raßler       | Jesuit, Theologe, Gelehrter                                              | 68    |       |
| 17. Juli | Johann Wilhelm Vogel          | deutscher Ostindien-Fahrer, Berginspektor und Schriftsteller             | 66    |       |
| 19. Juli | Theodor Pyl                   | deutscher Theologe und Mathematiker                                      | 75    |       |
| 21. Juli | Anthony Grey, Earl of Harold  | britischer Peer, Politiker und Höfling                                   | 27    |       |
| 23. Juli | Johann Bernhard von Gemmingen | baden-durlachscher Hofrat und Oberhofmeister des Markgrafen Karl Wilhelm | 67    |       |
| 28. Juli | Soror Mariana Alcoforado      | portugiesische Nonne und Schriftstellerin                                | 83    |       |
| 29. Juli | Johann Georg von Bemmel       | deutscher Genre-, Landschafts- und Schlachtenmaler                       | 53    |       |

## August
| Tag        | Name                              | Beruf, bekannt als                                                                         | Alter | Beleg |
| ---------- | --------------------------------- | ------------------------------------------------------------------------------------------ | ----- | ----- |
| 4. August  | Jost Friedrich Schäffer           | deutscher Orgelbauer                                                                       |       |       |
| 5. August  | Ulrich Otto von Dewitz            | dänischer Generalleutnant, Erbherr von Mitram und Holzendorf in Mecklenburg                | 52    |       |
| 10. August | Guillaume Dubois                  | französischer Kardinal und Minister unter der Regentschaft des Herzogs von Orléans         | 66    |       |
| 16. August | Niels Stromberg                   | schwedischer Offizier                                                                      | 77    |       |
| 17. August | Dorothea von Pfalz-Veldenz        | Pfalzgräfin von Zweibrücken                                                                | 65    |       |
| 21. August | Dimitrie Cantemir                 | moldauisch-rumänischer Historiker, Musiktheoretiker, Geograph und Universalwissenschaftler | 49    |       |
| 23. August | Increase Mather                   | puritanischer Pfarrer in Massachusetts                                                     | 84    |       |
| 23. August | Jean-Antoine de Mesmes            | französischer Jurist                                                                       | 61    |       |
| 26. August | Caspar Moosbrugger                | österreichisch-schweizerischer Architekt                                                   | 67    |       |
| 26. August | Antoni van Leeuwenhoek            | niederländischer Naturforscher und Mikroskopbauer                                          | 90    |       |
| 31. August | Franz Anton Adolph von Wagensperg | Fürstbischof von Seckau, Fürstbischof von Chiemsee                                         | 48    |       |

## September
| Tag           | Name                                 | Beruf, bekannt als                                         | Alter | Beleg |
| ------------- | ------------------------------------ | ---------------------------------------------------------- | ----- | ----- |
| 2. September  | Georg Albrecht Stübner               | deutscher Dichter, Pastor und Professor                    | 43    |       |
| 14. September | Plazidus Zurlauben                   | Fürstabt des Klosters Muri                                 | 77    |       |
| 15. September | Daniel Flender                       | deutscher katholischer Theologe                            | 58    |       |
| 16. September | Gustavus Hamilton, 1. Viscount Boyne | irischer Adliger, Offizier und Politiker                   |       |       |
| 16. September | Hermann Christian von Wolffradt      | Geheimer Rat und Kanzler in Mecklenburg-Schwerin           |       |       |
| 21. September | Justus Falckner                      | erster lutherischer Pastor, der in Amerika ordiniert wurde | 50    |       |
| September     | Johann David Sieber                  | altösterreichischer Orgelbauer                             |       |       |

## Oktober
| Tag         | Name                           | Beruf, bekannt als                                                          | Alter | Beleg |
| ----------- | ------------------------------ | --------------------------------------------------------------------------- | ----- | ----- |
| 2. Oktober  | Johann Conrad Barchusen        | deutscher Apotheker, Chemiker und Arzt                                      | 57    |       |
| 8. Oktober  | Euthymios Saifi                | melkitisch griechisch katholischer Bischof von Tyrus und Sidon              | 80    |       |
| 10. Oktober | Gerardus Beekman               | Gouverneur der englischen Kolonie New York                                  |       |       |
| 10. Oktober | William Cowper, 1. Earl Cowper | britischer Rechtsanwalt, Politiker und Lordkanzler                          | 58    |       |
| 15. Oktober | Adolph Magnus von Hoym         | sächsischer Minister und schlesischer Unternehmer                           | 55    |       |
| 16. Oktober | Giovanni Battista Contini      | italienischer Architekt des Barock                                          | 81    |       |
| 19. Oktober | Johann Christian Bucke         | deutscher lutherischer Theologe                                             | 51    |       |
| 19. Oktober | Godfrey Kneller                | Hofmaler mehrerer britischer Monarchen                                      | 77    |       |
| 24. Oktober | Praskowja Fjodorowna Saltykowa | Zarin von Russland                                                          | 59    |       |
| 25. Oktober | Lothar Friedrich von Hundheim  | deutscher General-Kriegskommissar, Staatsminister und Diplomat der Kurpfalz | 55    |       |
| 28. Oktober | Christian Lehmann der Jüngere  | Theologe und Herausgeber der Schriften seines Vaters Christian Lehmann      | 80    |       |
| 30. Oktober | Johann Werner von Veyder       | Weihbischof und Generalvikar in Köln                                        | 65    |       |
| 31. Oktober | Cosimo III. de’ Medici         | Großherzog der Toskana                                                      | 81    |       |

## November
| Tag          | Name                               | Beruf, bekannt als                                                  | Alter | Beleg |
| ------------ | ---------------------------------- | ------------------------------------------------------------------- | ----- | ----- |
| 8. November  | Georg Serpilius                    | evangelischer Theologe und Lieddichter                              | 55    |       |
| 12. November | Joseph Clemens von Bayern          | Erzbischof von Köln                                                 | 51    |       |
| 15. November | Philipp Franz Schleich             | deutscher Orgelbauer                                                |       |       |
| 16. November | David Ancillon der Jüngere         | preußischer reformierter Theologe und Diplomat                      | 53    |       |
| 17. November | Johann Georg Seifert von Edelsheim | Landes- und Kammerpräsident                                         |       |       |
| 19. November | Antonin Nompar de Caumont          | französischer Hofmann und Offizier                                  | 90    |       |
| 21. November | Henry Rowlands                     | britischer Geistlicher, Geologe und Historiker                      |       |       |
| 25. November | David-Augustin de Brueys           | französischer Theologe und Theaterschriftsteller                    |       |       |
| 27. November | Georg Levin von Nagel              | General in verschiedenen Heeren und Landkomtur des Deutschen Ordens | 65    |       |
| November     | Johannes Wülfing                   | Bürgermeister von Elberfeld                                         | 74    |       |

## Dezember
| Tag          | Name                                               | Beruf, bekannt als                                                    | Alter | Beleg |
| ------------ | -------------------------------------------------- | --------------------------------------------------------------------- | ----- | ----- |
| 2. Dezember  | Philippe II. de Bourbon, duc d’Orléans             | Regent von Frankreich (1715–1723); Onkel Ludwigs XV. von Frankreich   | 49    |       |
| 3. Dezember  | Paul Pomian Pesarovius                             | deutscher Theologe, Geistlicher und Hochschullehrer                   | 73    |       |
| 5. Dezember  | Heinrich Christoph von Horn                        | erster Pächter der fürstlichen Braunschweiger Fayencemanufaktur       |       |       |
| 6. Dezember  | Karl Ludwig                                        | Graf von Nassau-Saarbrücken                                           | 58    |       |
| 6. Dezember  | Amalia Pachelbel                                   | deutsche Malerin und Kupferstecherin                                  | 35    |       |
| 7. Dezember  | Johann Blasius Santini-Aichl                       | böhmischer Architekt                                                  | 46    |       |
| 10. Dezember | Thomas Mansel, 1. Baron Mansel                     | walisischer Adliger und Politiker                                     | 56    |       |
| 15. Dezember | Giovanni Pietro Magni                              | Schweizer Stuckateur und Architekt                                    | 68    |       |
| 16. Dezember | Johann Ferdinand Droste zu Senden                  | Kämmerer im Hochstift Münster                                         | 39    |       |
| 20. Dezember | Augustus Quirinus Rivinus (August Quirin Bachmann) | deutscher Mediziner, Botaniker und Astronom                           | 71    |       |
| 22. Dezember | Ludolf von Strantz                                 | brandenburgisch-preußischer Junker, Landmarschall und Landrat         | 63    |       |
| 27. Dezember | Peter Hinrich Tesdorpf                             | deutscher Fernhandelskaufmann und Bürgermeister der Hansestadt Lübeck | 75    |       |

## Datum unbekannt
| Tag | Name                                       | Beruf, bekannt als                                                                        | Alter | Beleg |
| --- | ------------------------------------------ | ----------------------------------------------------------------------------------------- | ----- | ----- |
|     | Anthony Brockholls                         | kommissarischer Gouverneur der englischen Kolonie New York                                |       |       |
|     | Christoph Heidenreich Droste zu Vischering | Amtsdroste in den Ämtern Ahaus und Horstmar                                               |       |       |
|     | Dsanabadsar                                | mongolischer Geistlicher, religiöses Oberhaupt des Lamaismus in der Äußeren Mongolei      |       |       |
|     | Samuel Enderby                             | britischer Unternehmer und Händler                                                        |       |       |
|     | François Poullain de La Barre              | französischer Philosoph                                                                   |       |       |
|     | Simon Lachez                               | niederländischer Uhrmacher                                                                |       |       |
|     | Georg Adolf von Mikrander                  | preußischer Generalleutnant, Gouverneur von Kolberg, Gouverneur von Frankfurt an der Oder |       |       |
|     | Georg Reinhold von Patkul                  | schwedischer Generalmajor                                                                 |       |       |
|     | René Auguste Constantin de Renneville      | französischer Autor und namhafter Gefangener der Bastille                                 |       |       |
|     | Johann Ernst Rentsch                       | deutscher Maler                                                                           |       |       |
|     | Christian Dietrich von Röbel               | deutscher Rittergutsbesitzer und Offizier                                                 |       |       |
|     | Willem Frederik van Royen                  | niederländischer Maler                                                                    |       |       |
|     | Silâhdar Fındıklılı Mehmed Ağa             | osmanischer Chronist                                                                      |       |       |
|     | Willem Adriaan van der Stel                | Gouverneur der Kapkolonie                                                                 |       |       |